# Phragmatobia
Phragmatobia é um gênero de traça pertencente à família Arctiidae.